# Маринатос, Нанно
Урания Маринатос, больше известная как Нанно Маринатос — американский археолог греческого происхождения, специалист по минойской религии и иконографии.
Дочь известного археолога-миноиста Спиридона Маринатоса, с которым сотрудничала. Изучала классическую эпоху и археологию в США, где в 1978 году окончила Колорадский университет в Боулдере. Преподавала классическую античность и археологию в Оберлинском колледже в Огайо и в Колорадском университете в Боулдере. В настоящее время — профессор Иллинойского университета в Чикаго.
Её основные интересы связаны с историей религий в античности и бронзовом веке, в частности, с влиянием минойской религии на поведение правящих классов, а также с религиозными культами в целом. Является сторонницей теории «Матери-богини». Была одной из исследователей минойских фресок, обнаруженных в Египте.
Публикует работы в крупнейших журналах по классической филологии, антиковедению и истории религии («The American historical review», «Numen», «Classical Review», «The Journal of Religion», «Journal of Hellenic Studies», «Classical Philology», «Gnomon», и др.).
Помимо исторических работ, опубликовала туристические путеводители по ряду памятников древности: Линдосу (1983), Акротири (1983) и Криту (1984), а также ряд других научных работ.

## Основные сочинения
- Thucydides and Religion, Konigstein, Hain 1981
- Sanctuaries and Cults in the Aegean Bronze Age (con Robin Hägg) (Stockholm-Lund, Svenska institutet i Athen, 1981
- The Minoan Thalassocracy: Myth and Reality (con Robin Hägg), Stockholm-Goteborg, Svenska institutet i Athen, 1984
- Art and religion in Thera: reconstructing a Bronze Age society, Athens, D. & I. Mathioulakis, 1984
- Minoan sacrificial ritual: cult practice and symbolism , Stockholm, P. Åström, 1986.
- Minoan religion: ritual, image, and symbol, Columbia, University of South Carolina Press, 1993
- Greek sanctuaries: new approaches (con Robin Hägg), London-New York, Routledge, 1993
- The goddess and the warrior: the naked goddess and mistress of animals in early Greek religion, London-New York, Routledge, 2000
- Minoan kingship and the solar goddess: a Near Eastern koine, Urbana, University of Illinois Press, 2009